# 兩西西里的雅納略
兩西西里的雅納略（義大利語：Gennaro di Borbone-Due Sicilie，1857年2月28日—1867年8月13日），卡尔塔吉罗内伯爵，兩西西里國王費迪南多二世的幼子。
1867年，雅納略王子因霍亂去世，年僅10歲。